# Polana Podokólne

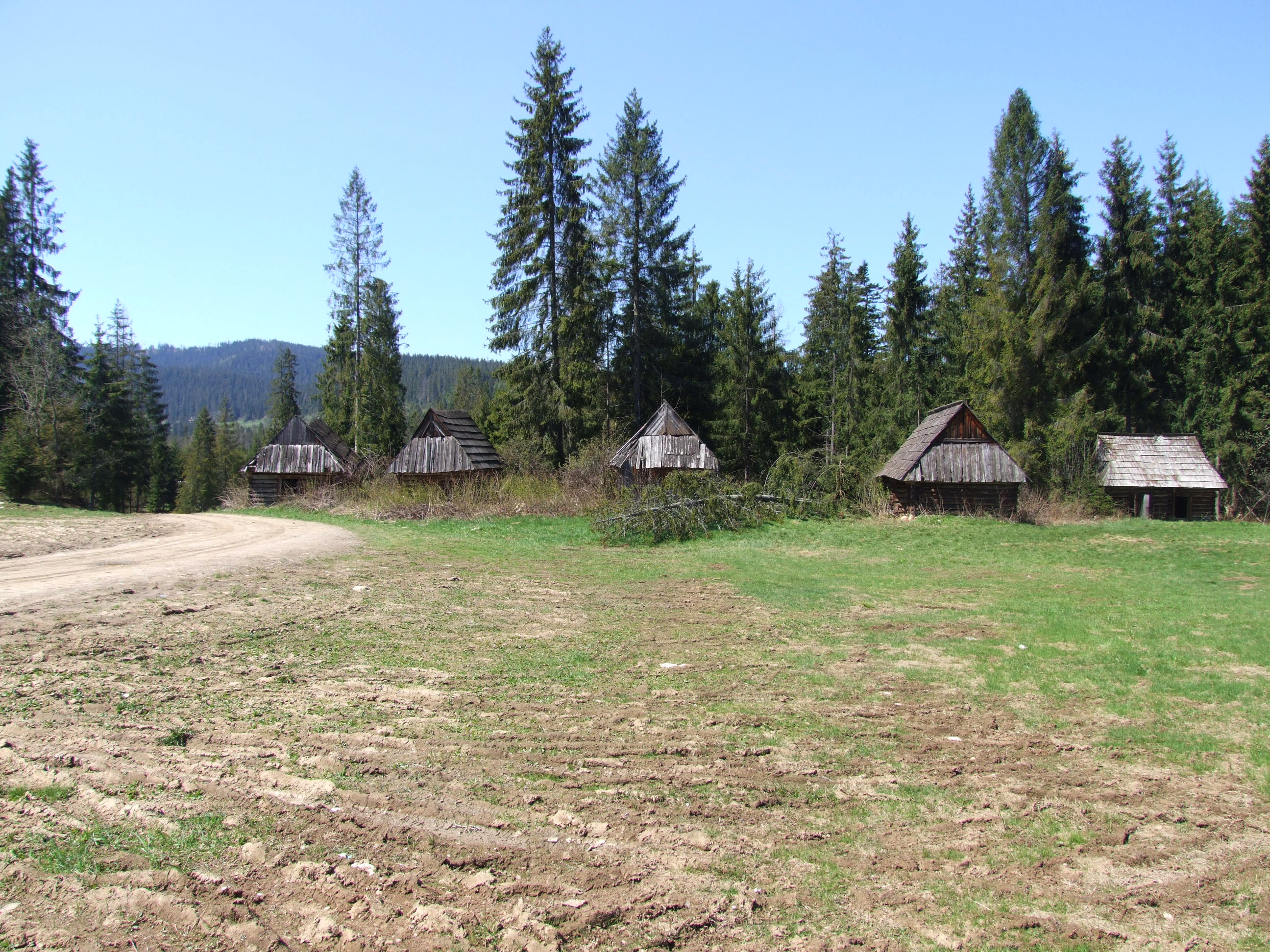
Polana Podokólne

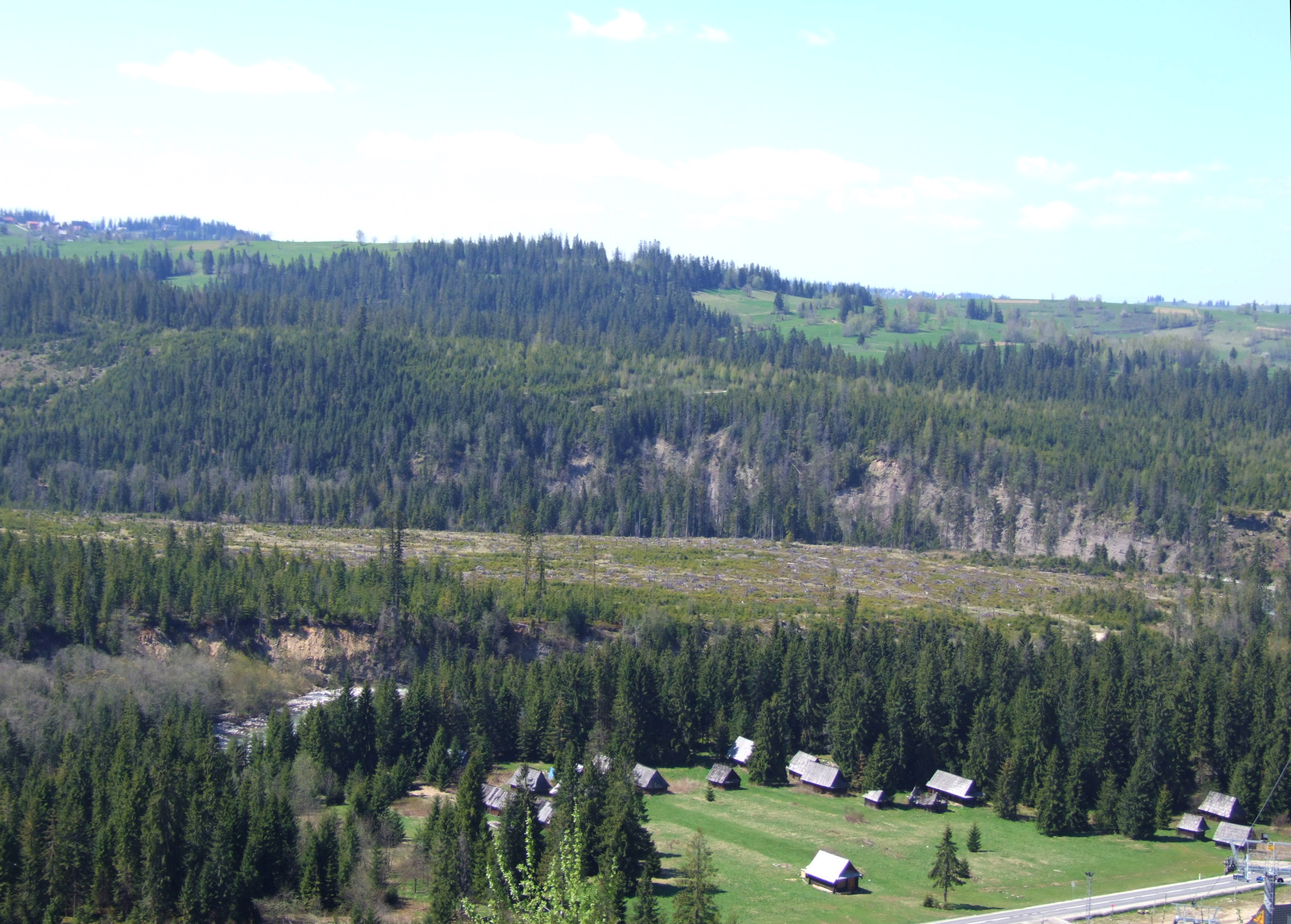
Polana Podokólne i Brzegowski Wierch

Polana Podokólne (też: Palenica) – polana w Jurgowie w gminie Bukowina Tatrzańska w powiecie tatrzańskim. Charakterystycznym elementem polany Podokólne jest duża grupa zabytkowych szop i szałasów, które tworzą skansen pasterstwa będący pod opieką Muzeum Tatrzańskiego w Zakopanem. 

## Położenie
Polana Podokólne znajduje się w dolinie Jaworowego Potoku, ok. 2 km od centrum Jurgowa, tuż przy drodze krajowej nr 49 z Nowego Targu do Podspadów. Po drugiej stronie tej drogi, naprzeciwko Polany Podokólne znajduje się dolna stacja wyciągów narciarskich i parking. 
Polana znajduje się poniżej Tatr, w regionie geograficznym zwanym Pogórzem Spiskim.

## Historia osady
Dawniej mieszkańcy Jurgowa wypasali swoje stada na halach w Dolinie Białej Wody, Dolinie Jaworowej oraz w zachodniej części Tatr Bielskich. Gdy jednak tereny te (tzw. "włości jaworzyńskie"), będące własnością rodziny Palocsay'ów, zostały w 1879 r. sprzedane Christianowi Hohenlohemu, zaczął narastać konflikt. Ostatecznie przy pomocy wojska pasterze z Jurgowa, Rzepisk i Czarnej Góry pod koniec XIX wieku zostali z Tatr wypędzeni. Tereny Hohenlohego ogrodzono płotem i przeznaczono dla jego celów myśliwskich. W ramach rekompensaty za górskie pastwiska poszkodowani górale uzyskali niewielkie tereny podgórskie. Gminie Jurgów przypadła polana Podokólne. Między poszczególnych gospodarzy zostały na niej rozdzielone wąskie parcele, na które ci zwieźli swoje szopy i szałasy z ok. 90 polan jaworzyńskich. Tak więc wiele z tych budowli ma już ponad sto lat.

## Charakterystyka osady
Według typologii osadnictwa pasterskiego zespół szałasów na polanie Podokólne zaliczany jest do pasterskich osad letnich, zamieszkiwanych jedynie w ciepłej porze roku, od wiosny do jesieni. Wśród kilku zaledwie zachowanych w Tatrach i na Podtatrzu takich właśnie form osadniczych przedstawiony tu zespół reprezentuje największą wieś letnią, liczącą pierwotnie ok. 100 zabudowań gospodarczych i mieszkalno-gospodarczych. Obecnie jest tutaj łącznie 56 szałasów. Wiele z nich ma już ponad sto lat, niektóre zostały zbudowane później, już na miejscu. Większość z nich nie jest już wykorzystywana, w niektórych przechowuje się siano. Wszystkie mają status zabytku (w 1978 r. zostały wpisane do rejestru zabytków woj. nowosądeckiego, niektóre z nich poddano zabiegom konserwatorskim).
Tradycje pasterskie w Jurgowie są kontynuowane. Przy polanie, po drugiej stronie szosy znajduje się bacówka, w której turystom sprzedaje się wyroby z mleka owiec (oscypki, bundz).